# Lyapis Trubetskoy
Lyapis Trubetskoy (em russo:  Ляпис Трубецкой) é um banda de ska punk bielorrussa.

## História
Desde 1998 suas canções são ouvidas nas principais estações de rádio, seus vídeos foram exibidos nos principais canais de TV da Rússia e dos países da CEI. Até agora seus sucessos lendários como "Au", "Ti kinula" ( "Você deixou-me"), "Zelenolazoye taksi" ( "Green-eyed Taxi"), "V plat’ye belom" ( "Em um vestido branco") e "Yabloni" ( "Apple-trees") ainda são populares entre todos os cantores de karaokê em idioma russo. Não é o sinal evidente do reconhecimento público? Assim, para "Lyapis Trubetskoy" o caminho para concertos de estádio parecia estar aberta, mas ...
"Nós viemos do underground e se tornamos populares com as nossas paródias sobre a cultura popular. Um dia para meu horror, percebi que o nosso grupo tornou-se semelhante aos objetos de nossas paródias e zombarias. Estávamos começando a fundir-se com todos aquelas multidões de pop-stars, mas eu não sou um deles e nunca quis ser." - diz Sergey Mikhalok, líder da banda.
Ele admite que não era tão fácil fazer o jogo do show business e tornar-se independente novamente.
Segundo ele, "era muito difícil conseguir a nossa verdadeira essência de volta ao topo. E a coisa não era sobre os contratos. Tivemos que superar a opinião pública e, sobretudo, definir nossas próprias mentes livres. Inicialmente, o meu desconforto interno a partir da diferença entre o autêntico "Lyapis Trubetskoy" e sua imagem pública foi aliviada pela ingestão de bebidas destiladas e outras coisas, mas quando cheguei ao peso de 110 kg, minha mente estava prestes a entrar em colapso, eu desisti de tudo, perdi 25 quilos e comecei a tocar a música que eu gosto."
"Capital" é o segundo álbum independente do "Lyapis Trubetskoy" após o "Zoloty’ye yaytsy" ("Bolas de Ouro"), criado em 2004 com influências de reggae e ska. "Enquanto trabalhava em "Zoloty’ye yaytsy" nós não compreendemos o que fazer com a nossa independência. Como resultado, houve algumas tentativas para marcar um reflexo de rádio bateu com "Rain'ka" ou "Pochtal'iony" ("Ten O'Clock Postman"), - diz Sergey Mikhalok. - Mas não foi esse o maior problema. O álbum inteiro foi overproduced, tentamos misturar muitos estilos, instrumentos musicais e sons nele. Então, nós pagamos muita atenção à forma, em vez da essência. Estávamos a precisar de um verdadeiro profissional que poderia nos dizer o que era bom e o que era demais. "
É por isso que procurar um produtor de som era uma das principais tarefas enquanto trabalhava em "Capital". Em algum momento a banda queria gravar seu álbum em Londres, na cidade natal do ska britânico da lendária banda de "Madness" (um dos favoritos Mikhalok's). Quando quase tudo estava pronto para isso, uma possibilidade de interferência. Em um concerto em Kiev "Lyapis Trubetskoy" conheceu um famoso produtor de som ucraniano Vitaliy Telezin. Ele trabalhou com "Okean El'zi", "Brat'ia Grim" e outros tops ucranianos e russos. Mas não foi a única coisa que atraiu Mikhalok e seus amigos.
"Nós somos da mesma geração de Vitaliy Telezin, e tínhamos uma mesma visão do mundo e gostamos das mesmas músicas. E foi a música que queria gravar nosso novo álbum. Eu não quero ofender ninguém, mas, grosso modo, para a nossa banda, ele é o cara primeiro estúdio, que não precisam de explicações sobre o que é Califórnia onda ou como "Green Day" e "The Offspring" fazer o seu som ", - diz Mikhalok.
E essa combinação tem funcionado perfeitamente bem. Agora já está claro que o novo álbum irá significar para a banda e seus fãs não menos que o lendário kinula Ty "(" You Gave Me Up ") em 1998 e dará origem a uma onda de popularidade para o novo "Lyapis Trubetskoy". Ainda, de acordo com Sergey Mikhalok, a ideologia de ambos os álbuns do novo e do grupo atual é diferente do que costumava ser nos anos entre estes dois marcos. Ele diz: "Quando eu comecei minha carreira, eu costumava escrever canções que me mudou e o mundo em volta de mim, mas depois comecei a criar coisas, que não tiveram qualquer influência sobre mim ou o mundo ao redor. Na melhor das hipóteses essas músicas podem ser uma trilha sonora para um casamento ou aniversário. E o que é horrível, em algum momento eu mesmo tenho utilizado para se orgulhar disso. "Mas agora tenho que voltar ao que tudo começou de - a uma mistura de morder sátira e acordes poderosos."
Os videoclips têm desempenhado um papel importante na apresentação do álbum. O primeiro clipe para a música "Hare" ("Enough"), um lixo casamento alegre vídeo-, foi filmado por um famoso ator e diretor nova onda Vladimir Epifantsev. O segundo clipe, vídeo de animação "Capital" (estrelado por Fidel Castro, Hugo Chávez, e outros políticos lendários), que se tornou uma sensação da Internet, foi feita por Aliaksei Tserakhau, co-autor do lendário "Au" (1998) e "Rozochka" (1999), videos.
O seguinte álbum de "Lyapis Trubetskoy" - "Manifesto" - foi lançado em setembro de 2008. A banda colocou seu novo álbum "Manifesto" na transferência digital direta. "Lyapis Trubetskoy" foram o primeiro post famosos músicos soviéticos, que decidiu colocar seu novo recorde em linha e para livre. Dois vídeos de música veio junto com o álbum - o primeiro foi "Zhlob" trash - video punk, enquanto o segundo - "Manifesto" - tornou-se o primeiro "ao vivo em concerto de vídeo" banda de música.
O CD "Manifesto" foi lançado em 30 de setembro de 2008.
Em novembro 2008 o videoclip "Ogon'ki (Luzes)" foi liberado. Pouco antes de seu lançamento, o vídeo ganhou o prêmio de "Melhor Animação" no VIMUS, Portugal.
Em janeiro 2009 "Manifest" se tornou "o melhor álbum do ano 2008" de acordo com o "West Records" top-list e "The Lenta" music review. 

## Prêmios
Rock-Koronatsiya, Belarus
- 1996: Melhor Letra, Melhor Álbum – Ranetoe Serdce (Broken Heart), Best Band
- 2003: Melhor Videoclip - Unost' (Youth)
- 2008: Melhor Canção – Capital, Melhor Videoclip – Capital
- 2009: Melhor Canção - Zorachki, Melhor Álbum - Manifest, Melhor Banda

Belorussian Hit-Parade:
- 1999: Melhor Video Montagem – “Rozochka (Rose)”, Melhor Operador de Video – “Yabloni (Apple Trees)”, Melhor Videoclip – “Rozochka (Rose)”

Multimatograph, Russia:
- 2007: Melhor Videoclip – “Capital”

MTV RMA, Belorussia:
- 2007: Melhor Álbum – “Capital”

ViMus, Portugal:
- 2007: Prêmio Especial do Júri – “Capital”
- 2008: Melhor Animação – “Ogon'ki (Luzes)"

RAMP, Russia:
- 2007: Melhor Videoclip – “Capital”

MTV Portugal:
- 2008: Melhor Video International – “Capital”

Chartova Dyuzhina, Russia:
- 2008: Melhor Videoclip – “Capital”
- 2009: Melhor Videoclip - “Ogon'ki (Luzes)"

Stepnoy Volk, Russia:
- 2008: Melhor Videoclip – “Capital”
- 2009: Melhor Videoclip – “Ogon'ki (Luzes)”

ZD Awards, Russia:
- 2009: Banda do Ano, Projeto de Rock do Ano

## Álbuns
| Ano de lançamento | Título Original                         | Título                                  | Gravadora    |
| ----------------- | --------------------------------------- | --------------------------------------- | ------------ |
| 2014              | Матрёшка                                | Matrioshka                              | Soyuz        |
| 2012              | Рабкор                                  | Rabcor                                  | Soyuz        |
| 2011              | Весёлые картинки                        | Funny pictures                          | Soyuz Music  |
| 2009              | Культпросвет                            | Kultprosvet                             | Deti Solntsa |
| 2008              | Manifest                                | Manifesto                               | Deti Solntsa |
| 2007              | Капитал                                 | Capital                                 | Nikitin      |
| 2006              | Мужчины не плачут                       | Men Don't Cry. Soundtracks              | Birds Fabric |
| 2004              | Аргентина                               | Argentina                               | Deti Solntsa |
| 2004              | Золотые яйцы                            | Golden Balls                            | Soyuz        |
| 2003              | Чырвоны кальсоны (макси-сингл)          | Red Pants                               | Birds Fabric |
| 2001              | Ляписденс - 2                           | Lyapis-dance - 2                        | Soyuz        |
| 2001              | Юность                                  | Youth                                   | GRAND        |
| 2000              | Тяжкий                                  | Heavy                                   | REAL         |
| 2000              | Всем девчонкам нравится                 | Liked by All the Girls                  | Soyuz        |
| 1999              | Ляписденс                               | Lyapis-dance                            | Soyuz        |
| 1999              | Красота                                 | Beauty                                  | Soyuz        |
| 1998              | Любови капец: архивные записи 1992-1995 | Love is gone: archive records 1992-1995 | Soyuz        |
| 1998              | Ты кинула                               | You Gave Me Up                          | Soyuz        |
| 1997              | Смяротнае вяселле                       | Mortal Carnival                         | No Label     |
| 1996              | Ранетое сердце                          | Broken Heart                            | Satis        |
| 1995              | Любови капец! — Live '95                | Love is gone! — Live '95                | Satis        |

## Videografia
- 2009 — Буревестник
- 2009 — Belarus Freedom
- 2009 — Огоньки (The Lights)
- 2008 — Манифест (Manifesto)
- 2008 — Жлоб (Zhlob)
- 2008 — Керчь-2 (Kerch-2)
- 2008 — Золотая Антилопа (Golden Antilope)
- 2007 — Капитал (animated version) (Capital)
- 2007 — Капитал (garage version) (Capital)
- 2006 — Олені (by TIK) (Reindeers)
- 2006 — Харе (That's All)
- 2006 — Саяны (Sayani)
- 2006 — Андрюша (Andrjusha)
- 2004 — Почтальоны (Ten O'Clock Postman)
- 2004 — Золотые яйцы (Golden Balls)
- 2003 — Раинька (Rain'ka)
- 2003 — Ласточки (Swallows)
- 2002 — Гоп-хип-хоп (КДБ микс) (feat. SASHA i SIROZHA) (Gop-Hip-Hop)
- 2002 — Юность (Youth)
- 2001 — Некрасавица (Nobeauty)
- 2001 — Сочи (Sochi)
- 2001 — Любовь повернулась ко мне задом (feat. KARAPUZIKEE) (The love has turned to me back)
- 2001 — Голуби (Doves)
- 2000 — По аллеям (feat. MASKY-SHOW)(In The Alleys)
- 2000 — НЛО (UFO)
- 2000 — Спорт прошел (Sports have passed)
- 2000 — Дружбан (Version 2 - master)(Friend)
- 2000 — Дружбан (Version 1 - backwards) (Friend)
- 1999 — Яблони (Appletrees)
- 1999 — Розочка (Roze)
- 1999 — Кинула (feat. Diskoteka Avariya) (You gave me up)
- 1998 — Кинула (You Gave me Up)
- 1998 — В платье белом (In a white dress)
- 1997 — Ау (Au)